# Virgen de la silla
Virgen de la silla (Virgen con Niño y san Juanito) (en italiano Madonna della seggiola) es una pintura del artista renacentista italiano Rafael Sanzio, que data de 1513-1514. Es una pintura al óleo sobre tabla, de forma redonda (tondo) con unas dimensiones de 71 centímetros de diámetro. Se conserva en la Galería Palatina del Palacio Pitti de Florencia, Italia. Es una obra renacentista.
Muestra a Virgen abrazando al Niño Jesús mientras que un joven Juan Bautista mira con devoción.
Esta obra fue pintada durante el periodo romano de Rafael. Parece que toma su inspiración para esta obra mientras transitaba por Velletri, representándose a la Virgen como una campesina del lugar. L. Bartelli y B. Pallotti afirman (Gli Inediti di Velletri) que Rafael quedó particularmente atraído por la belleza de una madre joven con su hijo, y que no teniendo con él los instrumentos de su oficio, esbozó con una tiza el retrato de la mujer con el niño en brazos. Así, en los rasgos de la Madre de Dios, se estarían reflejando los de una bella campesina velletrina.
Esta Virgen carece de la forma geométrica estricta y el estilo lineal de las madonas que había realizado antes el pintor, durante su periodo florentino. En lugar de ello, los colores más cálidos parecen sugerir la influencia de Tiziano y del rival de Rafael, Sebastiano del Piombo.

## Leyenda
Cuenta la  leyenda  que un pobre Sacerdote ermitaño fue sorprendido por una manada de lobos. Temiendo que los lobos lo fueran a matar se refugió en lo alto de una encina; la hija del dueño de un hostal, una dulcísima joven de cabellos castaños con el rostro lleno de encanto y misterio, acudió en su auxilio.
La valiente intervención de la niña puso en fuga a los lobos y permitió al solitario Sacerdote bajar de su refugio en el árbol. El clérigo ermitaño entonces impartió su bendición tanto al árbol como a la joven y profetizó que ambos, un día, “conquistarían la inmortalidad”.
Pasó el tiempo y la hija del hotelero se casó y tuvo dos bellísimos hijos. El árbol de encina fue talado por el dueño de la posada y utilizó su madera para fabricar tapas y barriles.
Un día, el maestro Rafael Sanzio pasaba por aquel pueblo, uno de los Apeninos italianos, y quedó sorprendido por la extraordinaria belleza de una joven sentada en la entrada de su casa, acompañada de su niño más pequeño en brazos y otro de pie a su lado.
El pintor quiso retratarlos en ese momento, pero no tenía a mano ni tela ni pinceles. Entonces, con tal de no perder el encanto de aquella escena, recurrió al único medio a su alcance y en el fondo de una de las tapaderas de un barril y dibujó al carboncillo la figura que luego se convertiría en la Virgen de la Silla.
La forma del fondo de la tapa, por tanto sería la razón de la admirable composición circular. De esta suerte, según la profecía del  Sacerdote ermitaño, tanto la joven como la encina -de la que había salido la madera con la que se hizo la tapadera- alcanzaron la inmortalidad gracias al arte del maestro.

## Como Advocación Mariana
En Tlajomulco de Zúñiga Jalisco hay una Parroquia dedicada en honor a dicha imagen mas su título es María Madre de Misericordia y su fiesta es el  domingo anterior a la Solemnidad de Cristo Rey